# Johannes Franz Hartmann
Pour les articles homonymes, voir Hartmann.
Johannes Franz Hartmann, aussi connu comme Juan Hartmann, né le 11 janvier 1865 à Erfurt et mort le 13 septembre 1936 à Göttingen, était un astronome argentin d'origine allemande. Il a étudié à l'université de Leipzig où il a obtenu sa thèse en 1891.
Il fut directeur de l'observatoire astronomique de La Plata de novembre 1922 à mai 1934. Il orienta les travaux de l'observatoire vers l'astrophysique. Il découvrit trois astéroïdes.
| (965) Angelica  | 4 novembre 1921 |
| (1029) La Plata | 28 avril 1924   |
| (1254) Erfordia | 10 mai 1932     |